# Socialización

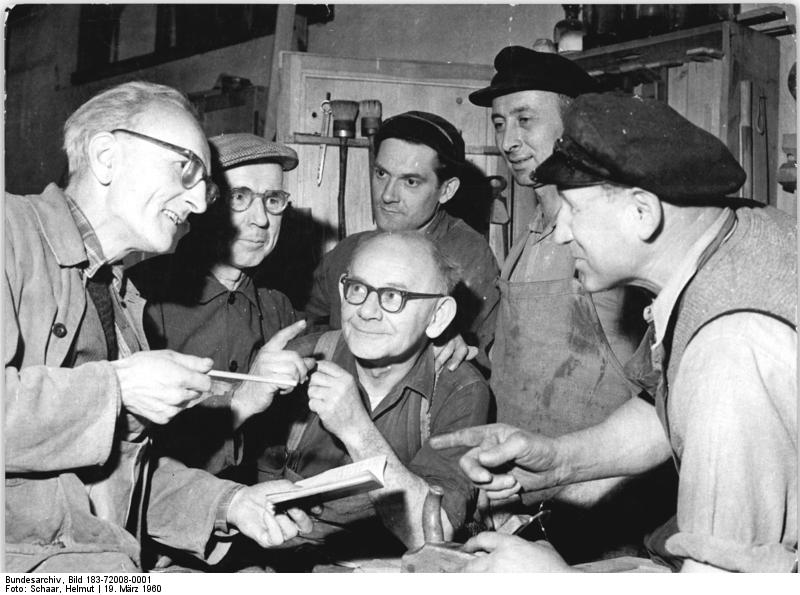
El proceso de socialización se da en interacción con agentes significativos.

La socialización es el proceso mediante el cual el ser humano aprende, en el transcurso de su vida, los elementos socioculturales de su medio ambiente y los integra a la estructura de su personalidad bajo la influencia de experiencias, sucesos y de agentes sociales. 
La socialización es factible gracias a los agentes sociales que se pueden identificar como la familia (primer nivel social al que tenemos acceso), la escuela (transmisora de conocimientos y de valores) y los medios de comunicación, y a la existencia de normas para la socialización  que son elementos que regulan nuestra forma de relacionarnos con el entorno, y que además sirven para nuestra ubicación en los diferentes grupos sociales. También en la socialización una persona interioriza la cultura de una sociedad determinada, mediante la acción de instituciones e individuos representativos con capacidad para transmitir e impone la cultura que se considera apropiada.
La socialización está fuertemente conectada con la psicología del desarrollo. Los seres humanos necesitan experiencias sociales para aprender su cultura y sobrevivir. La socialización representa esencialmente todo el proceso de aprendizaje a lo largo del curso de la vida y es una influencia central en el comportamiento, las creencias y las acciones tanto de los adultos como de los niños.

## Formas de socialización
La socialización podría describirse desde dos puntos de vista: objetivamente, a partir del influjo que la sociedad ejerce en el individuo; en la que esta lo moldea y lo adapta a las condiciones de una sociedad determinada, y subjetivamente, a partir de la respuesta o reacción del individuo a la sociedad. Manifiesta además que la socialización es vista por los sociólogos como el proceso mediante el cual se inculca la cultura a los miembros de la sociedad, a través de él, la cultura se va transmitiendo de generación en generación, los individuos aprenden conocimientos específicos, desarrollan sus potencialidades y habilidades necesarias para la participación adecuada en la vida social y se adaptan a las formas de comportamiento organizado característico de su sociedad.
Por lo general, se distingue la socialización primaria (aquella en la que el individuo adquiere las primeras capacidades intelectuales y sociales, y que juega el papel más crucial en la constitución de su identidad) de los procesos de socialización secundaria, en los que instituciones específicas (como la escuela o el ejército) proporcionan competencias específicas, más abstractas y definibles. 

### Socialización primaria
Es la socialización que se da en el seno familiar del individuo, hasta que llega a ciertos institutos educativos como puede ser el colegio, donde suceden las primeras relaciones con otras personas que no se encuadran en el entorno familiar (de todas maneras no hay un momento exacto que marque la finalización de esta etapa, ya que esto varía según el individuo, la sociedad y las pautas culturales en la que este se desenvuelva).

### Socialización secundaria
Es toda socialización interior, que introduce a un individuo ya socializado en nuevos sectores del mundo el objetivo de una sociedad. Es la internalización de submundos institucionales (realidades parciales que contrastan con el mundo de base adquirido en la socialización primaria) o basados sobre  instituciones. El aprendizaje se refiere a la adquisición de nuevos recursos al repertorio de respuestas del individuo y en este sentido su alcance es más amplio, ya que no todo aprendizaje supone un factor socializante. Para que esta resulte efectiva el punto de partida se inicia en la edad temprana con la asimilación de las estructuras cognitivas y las habilidades lingüísticas y comunicativas para, a través de las pautas de valores, reglas y significados reconocidos, aprender la realidad y capacitar al sujeto para alcanzar contenidos significativos más extensos y lograr un proceso de interacción en el pensamiento.

### Socialización terciaria
La socialización terciaria es un proceso de reintegración social solamente aplicable a aquellos que han sufrido una desviación de la norma. También se denomina resocialización y se aplica sobre aquellas personas que han mostrado conductas delictivas e infracciones. Se trata de readaptar la conducta del desviado, es decir, el que ha transgredido la norma. Normalmente, ante tal transgresión, el individuo termina en la cárcel, con lo que este proceso de socialización terciaria suele darse dentro de la prisión. Se entiende entonces que los agentes inductores de la socialización terciaria sean las autoridades competentes y los profesionales (educadores sociales, psiquiatras, psicólogos y médicos).

### Socialización anticipatoria
La socialización anticipatoria se refiere a los procesos de socialización en los que una persona "ensaya" para futuras posiciones, ocupaciones y relaciones sociales. Por ejemplo, una pareja puede irse a vivir junta antes de casarse para ensayar, o anticipar, cómo será la convivencia. Las investigaciones de Kenneth J. Levine y Cynthia A. Hoffner sugieren que los padres son la principal fuente de socialización anticipatoria en lo que respecta a trabajos y carreras.

### Socialización en grupo

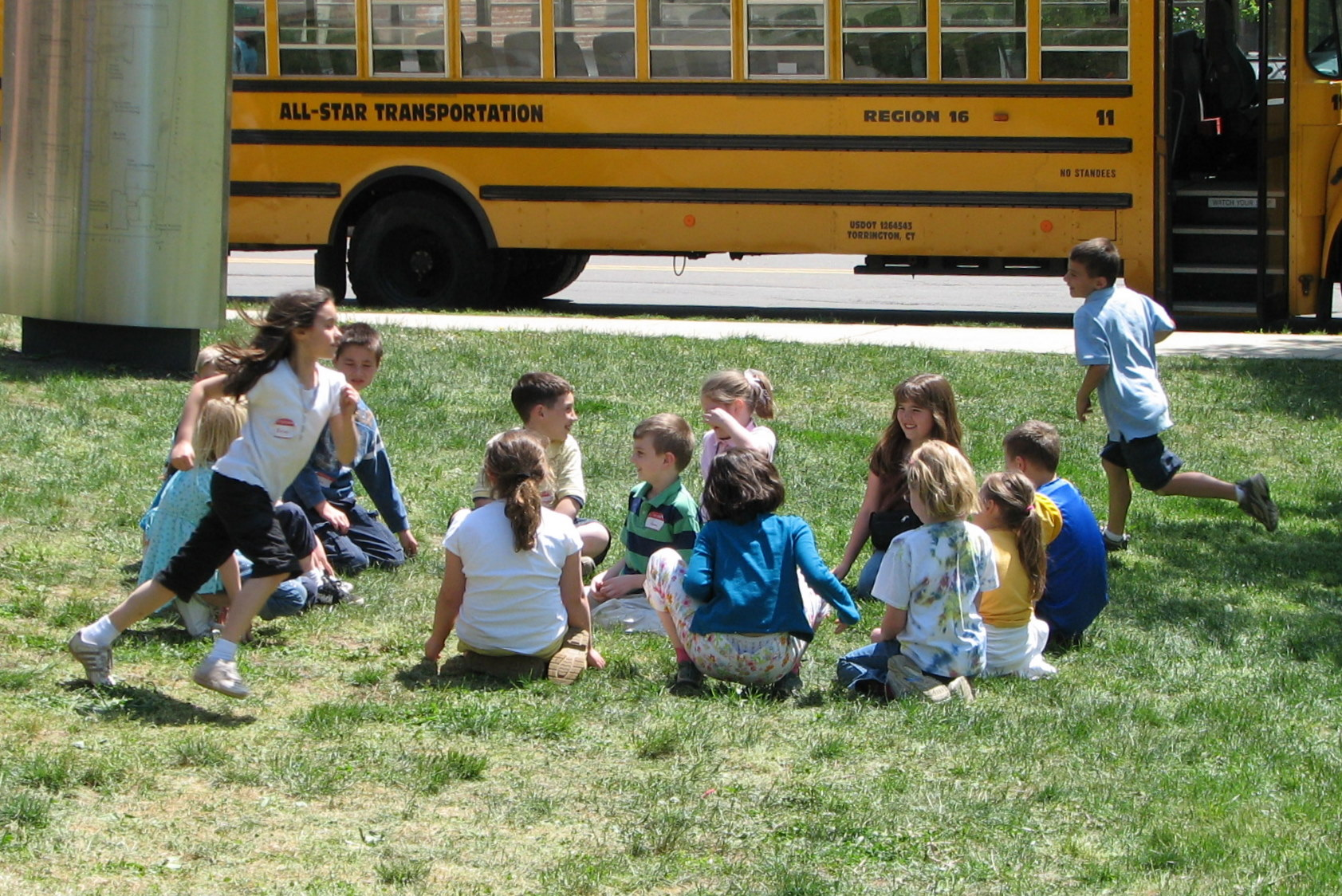
Socialización de grupo.

La socialización en grupo es la teoría según la cual los grupos de iguales de un individuo, más que las figuras paternas, son la principal influencia de la personalidad y el comportamiento en la edad adulta. El comportamiento de los padres y el entorno familiar no tienen ningún efecto en el desarrollo social de los niños, o bien el efecto varía significativamente de unos niños a otros. Los adolescentes pasan más tiempo con sus iguales que con sus padres, por lo que los grupos de iguales tienen una correlación más fuerte con el desarrollo de la personalidad que las figuras paternas. Por lo tanto, los grupos de iguales tienen una mayor correlación con el desarrollo de la personalidad que las figuras paternas. Por ejemplo, dos hermanos gemelos, cuya composición genética es idéntica, diferirán en personalidad porque tienen grupos de amigos distintos, no necesariamente porque sus padres los hayan educado de forma diferente. La genética conductual sugiere que hasta el cincuenta por ciento de la varianza de la personalidad adulta se debe a diferencias genéticas. El entorno en el que se cría un niño sólo representa aproximadamente el diez por ciento de la varianza de la personalidad adulta. Hasta el veinte por ciento de la varianza se debe a errores de medición. Esto sugiere que sólo una parte muy pequeña de la personalidad adulta está influida por factores que controlan los padres (es decir, el entorno familiar). Harris afirma que, si bien es cierto que los hermanos no tienen experiencias idénticas en el entorno familiar (lo que dificulta asociar una cifra definitiva a la varianza de la personalidad debida al entorno familiar), la varianza hallada por los métodos actuales es tan baja que los investigadores deberían buscar en otra parte para intentar explicar la varianza restante. Harris también afirma que desarrollar características de personalidad a largo plazo lejos del entorno familiar sería evolutivamente beneficioso porque es más probable que el éxito futuro dependa de las interacciones con los iguales que de las interacciones con padres y hermanos. Además, debido a las similitudes genéticas ya existentes con los padres, el desarrollo de personalidades fuera del entorno familiar de la infancia diversificaría aún más a los individuos, aumentando su éxito evolutivo.

### Socialización planificada
La socialización planificada se produce cuando otras personas realizan acciones diseñadas para enseñar o formar a otras. Este tipo de socialización puede adoptar muchas formas y producirse en cualquier momento desde la infancia.

### Socialización natural
La socialización natural se produce cuando los bebés y los jóvenes exploran, juegan y descubren el mundo social que les rodea. La socialización natural es fácil de observar en las crías de casi todas las especies de mamíferos (y de algunas aves). La socialización planificada es sobre todo un fenómeno humano; a lo largo de la historia, las personas han elaborado planes para enseñar o formar a otras. Tanto la socialización natural como la planificada pueden tener cualidades buenas y malas: es útil aprender las mejores características tanto de la socialización natural como de la planificada para incorporarlas a la vida de forma significativa.

## Socialización sexual
La socialización sexual se inicia cuando el individuo nace y termina cuanto este muere. La socialización sexual es el proceso mediante el cual los conocimientos, actitudes y valores sobre la sexualidad se adquieren. Se trata de un proceso complejo y multidimensional, el cual ocurre gradualmente a lo largo de varios años e implica la vinculación de mensajes provenientes de diversas fuentes de información. Los mensajes recibidos cubren un amplio rango de temas, los cuales van desde los aspectos biológicos de la reproducción hasta tópicos referidos a valores y actitudes sobre las citas, el sexo, el amor y las relaciones románticas. Los mensajes también tienen múltiples formas, pueden ser de manera directa y verbal al entablar una conversación sobre sexo con alguna persona, pero también la transmisión de información puede ser de forma indirecta y no verbal; en ocasiones, pueden llegar a ser mensajes sutiles, ambiguos o inconsistentes. Si bien los padres son una fuente de socialización sexual, también los amigos del mismo sexo, los maestros de escuelas y los medios de comunicación juegan un papel importante en este proceso.

### Socialización sexual fraterna
Existe evidencia empírica que apoya la hipótesis de que los hermanos juegan un papel secundario en la socialización sexual; sobre todo la influencia se da de hermanos mayores hacia los menores. Por ejemplo, los hermanos mayores varones con experiencia sexual presionan a los hermanos menores para tener actividad sexual. Así, esta experiencia previa de los mayores se relaciona con el debut sexual de los menores. Incluso, los hermanos menores tienden a iniciar su vida sexual a edades más tempranas en comparación con la de sus hermanos mayores.

## Conductismo
George Herbert Mead (1863-1931) desarrolló una teoría del conductismo social para explicar cómo la experiencia social desarrolla el autoconcepto de un individuo. El concepto central de Mead es el yo: Está compuesto por la autoconciencia y la autoimagen. Mead afirmaba que el yo no existe al nacer, sino que se desarrolla con la experiencia social. Dado que la experiencia social es el intercambio de símbolos, la gente tiende a encontrar significado a cada acción. La búsqueda de significado nos lleva a imaginar la intención de los demás. Comprender la intención requiere imaginar la situación desde el punto de vista del otro. En efecto, los demás son un espejo en el que podemos vernos. Charles Horton Cooley (1902-1983) acuñó el término looking glass self, que significa imagen de uno mismo basada en cómo creemos que nos ven los demás. Según Mead, la clave para desarrollar el yo es aprender a asumir el papel del otro. Con una experiencia social limitada, los bebés sólo pueden desarrollar un sentido de la identidad a través de la imitación. Poco a poco, los niños aprenden a adoptar los papeles de varios otros. La etapa final es el otro generalizado, que se refiere a las normas y valores culturales generalizados que utilizamos como referencia para evaluar a los demás.

## Historia
Las nociones de sociedad y estado de naturaleza han existido durante siglos. : 20  En sus primeros usos, socialización era simplemente el acto de socializar u otra palabra para socialismo. La socialización como concepto se originó simultáneamente con la sociología, ya que ésta se definía como el tratamiento de "lo específicamente social, el proceso y las formas de socialización, como tales, en contraste con los intereses y contenidos que encuentran expresión en la socialización". En concreto, la socialización consistía en la formación y desarrollo de grupos sociales, y también en el desarrollo de un estado mental social en los individuos que se asocian. Así pues, la socialización es tanto una causa como un efecto de la asociación. Este término era relativamente infrecuente antes de 1940, pero se popularizó después de la Segunda Guerra Mundial, apareciendo en diccionarios y obras académicas como la teoría de Talcott Parsons.